# Badrinath

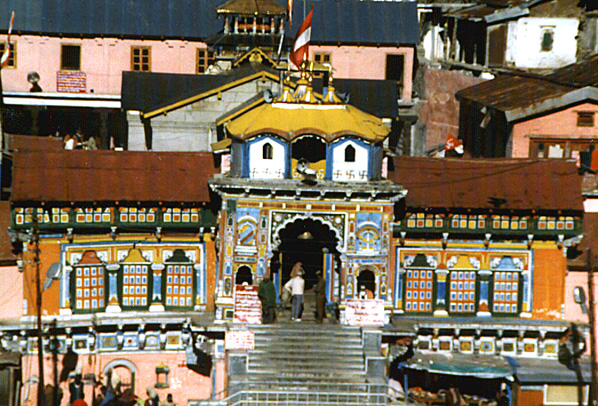
Badrinath-Tempel

Badrinathpuri (oder Badrinath) ist eine Kleinstadt im indischen Bundesstaat Uttarakhand.
Der Ort liegt am Alaknanda-Fluss. Oberhalb des Orts befindet sich der Nilkantha-Berg. In Badrinath steht der hinduistische Badrinath-Tempel.
Der Tempel gehört zum hinduistischen Pilgerweg Chota Char Dham sowie zum hinduistischen Pilgerweg Char Dham. Aufgrund dieses Tempels gehört Badrinath zu den heiligen Städten des Hinduismus. Nicht zuletzt deshalb ist Badrinath ein beliebtes Ausflugsziel in Indien.